# Olga Hatzinger
Olga Hatzinger (* 15. August 1876 in Steinamanger; † 15. September 1967 in Wien) war eine österreichische Schriftstellerin.

## Leben
Olga Hatzinger stammt aus einem alten Bauerngeschlecht und wurde am 15. August 1876 als Tochter eines Landwirten geboren. Nach abgeschlossener Schulausbildung besuchte sie das Pädagogium in Wien, wo sie auch bis zu ihrem Tod lebte. Spätestens ab Beginn des 20. Jahrhunderts brachte sie Lyrik und Prosa heraus, darunter Erzählungen und Märchenbücher. 1908 erschien ihr Märchenbuch Was mir die Fee erzählte. Vor und während des Ersten Weltkriegs fand Vorlesungen von Hatzingers Märchen (mit Lichtbildern) im Volksbildungshaus in der Stöbergasse statt. Im März 1914 fand in der Wiener Urania die Schülervorstellung Im Fluge über die Wachau aus der Feder von Olga Hatzinger statt. Während des Krieges setzte sie sich unter anderem für Flüchtlinge aus Galizien und der Bukowina ein, spendete jedoch auch für den Frauen-Kronenfonds für invalide Krieger. Im Jahr 1915 trat sie als ordentliches Mitglied der Gesellschaft für Fürsorge für Kriegsinvalide (auch Gesellschaft zur Fürsorge für Kriegsinvalide genannt) bei.
Ihre Erzählung Die Zwillingsschwestern wurde entweder 1918 oder 1928 veröffentlicht. In den späten 1920er-Jahren brachte sie zudem den Sonettenkranz heraus, entweder 1928 oder 1929. Zwischen 1931 und 1933, als das Sonntagsblatt Das Wort der Frau als Publikationsorgan der Österreichischen Frauenpartei erschien, wurden darin Gedichte von Hatzinger abgedruckt. Im Jahr 1938 erschien über den nationalen Verlag „Das Bergland-Buch“ ihr Roman Alles für andere, der sich mit dem Leben von Pestalozzi befasst. 1947 soll sie eine Schrift über Joseph Haydn verfasst haben, die jedoch nicht nachweisbar ist. Schließlich veröffentlichte sie 1956 über den Europäischen Verlag die Erzählung Auf der Scholle der Ahnen.
Im Wiener Adreßbuch von 1930 scheint Hatzinger als Sprachlehrerin mit Wohnsitz in der Diesterweggasse 17 im 14. Wiener Gemeindebezirk Penzing auf. In den Jahren 1940, 1950 und 1955 schien sie ebenfalls mit Wohnsitz auf dieser Adresse – zwischenzeitlich jedoch als Schriftstellerin – auf.
Einen Monat nach Vollendung ihres 91. Lebensjahres starb Hatzinger am 15. September 1967 in Wien und wurde am 21. September 1967 auf dem Hütteldorfer Friedhof in Wien-Penzing beerdigt (Gruppe 2, Grab 110). Die Grabstätte wurde im Jahr 2012 aufgrund fehlender Instandhaltung entwidmet und im Jahr 2015 schließlich aufgelassen. Der Bereich wurde in einen Baumplatz umgewandelt, wobei die sterblichen Überreste unangetastet blieben.

## Werke (Auswahl)
- 1908: Was mir die Fee erzählte. Zehn Märchen für die Jugend (Märchenbuch)
- 1918 oder 1928: Die Zwillingsschwestern (Erzählung)
- 1928 oder 1929: Sonettenkranz
- 1938: Alles für andere. Roman aus Pestalozzis Leben
- 1947: Joseph Haydn (Schrift nicht nachweisbar)
- 1956: Auf der Scholle der Ahnen (Erzählung)